# 로스 128
로스 128(Ross 128)은 황도 근처 처녀자리 방향에 있는 적색왜성이다. 겉보기등급은 11.13으로 너무 어두워서 맨눈에 보이지 않는다. 연주시차 값에 기초하면 지구에서 이 별까지의 거리는 약 11.007 광년(3.375 파섹)으로 로스 128은 태양계로부터 열두 번째로 가까운 항성계가 된다. 처녀자리에 있는 별들 중 가장 지구에서 가깝기도 하다. 1926년 프랭크 엘모어 로스가 이 별을 최초로 항성 목록에 등재했다.

## 특징

2만 년 전부터 8만 년 후까지 10만 년 동안 지구 근거리 항성들과 태양계와의 거리 변화 추이를 표시한 그래프.

이 질량 작은 항성의 분광형은 M4 V로 적색왜성으로 볼 수 있다. 질량은 태양의 15%, 반지름은 태양의 21%이지만 에너지를 매우 느리게 생산하기 때문에 로스 128이 방출하는 에너지는 태양 가시 광도의 고작 0.033%에 지나지 않는다. 그러나 이 별은 적외선 대에서 에너지의 대부분을 복사하기 때문에 복사절대등급은 태양의 0.36% 수준으로 올라간다. 이 에너지는 3180 켈빈의 유효온도를 보이는 외곽 대기에서 복사되고 있으며 이 낮은 온도 때문에 항성은 M형 항성의 색인 오렌지색~적색으로 빛난다.
로스 128은 수소와 헬륨보다 무거운 원소의 부존량이 낮고(천문학자들은 이를 금속함량이라고 부른다.) 은하면에 가까운 곳에서 은하중심을 공전하고 있기 때문에 오래된 원반 항성으로 볼 수 있다. 이 항성은 강력한 적외선 초과 복사를 보여주지 않는다. 적외선 초과는 보통 항성 주변에 먼지 원반이 있음을 알려주는 지표이다.
1972년 로스 128에서 플레어 현상이 포착되었다. 자외선 U대에서 대략 0.5 등급만큼 밝기가 증가했다가, 1시간이 좀 못 되어 원래 밝기로 돌아가는 현상이 관측되었다. 가시광선 파장에서 로스 128의 밝기 변화는 거의 감지할 수 없었다. 이 별은 섬광성으로 분류되었고 변광성 명칭 처녀자리 FI(FI Vir)를 받았다. 이 별은 플레어(섬광) 활동의 빈도가 낮아서 자기적으로 진화가 이루어진 항성으로 보인다. 이는 별의 항성풍이 일으킨 자기 제동을 비록 전적인 원인은 아닐지라도 플레어의 발생 빈도를 낮추는 이유로 볼 수 있다는 뜻이다.
자기 주기(흑점 주기와 유사함)와 항성의 자전 때문에 발생한 것으로 보이는 밝기 변화도 관측되었으며 그 변화량은 수천 분의 1 등급에 불과하다. 별의 자전 주기는 165.1 일임이 밝혀졌으며 자기 주기의 길이는 4.1년이다.
로스 128은 은하중심을 0.122의 이심률을 보이면서 공전하고 있어서 은하중심으로부터의 거리는 26.8–34.2 kly (8.2–10.5 kpc) 범위에서 형성된다. 궤도로 볼 때 이 항성은 태양계에 가까워지고 있으며 앞으로 71000년 후 지구로부터 6.233 ± 0.085 ly (1.911 ± 0.026 pc) 지점까지 접근할 것이다.

## 행성계
로스 128 b는 2017년 7월 어머니 별의 시선속도에 변화가 생기는 현상을 이용하여 칠레 소재 라 시야 천문대의 HARPS 기구로 발견했다. b는 지구 정도 크기의 외계 행성들 중 센타우루스자리 프록시마 b에 이어 지구로부터 두 번째로 가깝다. 로스 128 b의 최소질량은 지구의 1.35 배이며 지구~태양 거리의 20분의 1에 불과한 거리에서 로스 128을 돌고 있다. 다만 b가 항성으로부터 받는 에너지 복사량은 지구의 1.38 배에 불과하기에 지질학적 시간 척도에서 대기를 유지할 수 있을 가능성을 높인다. 항성에 가까이 붙어 돌고 있어서 b의 1년(공전 주기)은 9.9 일에 불과하다. b는 어머니 별에 가까이 있기 때문에 조석 고정 상태일 확률이 매우 높은데 이는 행성의 한쪽 면에서는 영원한 낮이, 반대쪽에서는 영원한 밤이 지속됨을 뜻한다. APOGEE의 근적외선 고해상도 스펙트럼 분석 결과 로스 128 의 금속함량이 태양과 비슷하였기에 b는 암석과 철을 함유하고 있을 가능성이 매우 높다. 거기에다 상기 데이터에 기초해 만든 최근 모형들은 로스 128 b이 "생물권의 안쪽 경계를 돌고 있는, 온화한 외계 행성"일 것이라는 결론을 지지해 준다.
| 동반 천체 (항성에서 가까운 순서) | 질량          | 긴반지름 (AU) | 공전주기 (일) | 이심률      |
| -------------------------------- | ------------- | ------------- | ------------- | ----------- |
| b                                | ≥ 1.35±0.2 M⊕ | 0.0493±0.0017 | 9.8596±0.0056 | 0.036±0.092 |

## 전파 신호
2017년 봄 아레시보의 천문학자들은 그들이 예전에 본 적이 없는 것 같은, 로스 128에서 온 것으로 보이는 수상한 전파 신호들을 포착했다. SETI의 앨런 망원경 집합체로 후속 관측을 수행했지만 인공적인 전파 방해 외에는 특별한 신호를 포착할 수 없었다. 아레시보가 잡은 신호는 지구정지궤도상의 인공위성이 보낸 신호 때문이었음이 유력해 보인다. 로스 128의 위도는 0도에 가까워서 이런 인공위성들 다수가 지나가는 경로에 자리잡고 있다. 상기 신호들은 외계 생명체가 보낸 것이 아니라 이 인공위성들이 보낸 원격 신호였다.

## 같이 보기
- 가까운 별 목록
- 프랭크 엘모어 로스

좌표:  11h 47m 44.4s, +00° 48′ 16″